# South Kilworth
South Kilworth is een civil parish in het bestuurlijke gebied Harborough, in het Engelse graafschap Leicestershire met 513 inwoners.